# Thereva flavicincta
Thereva flavicincta är en tvåvingeart som beskrevs av Friedrich Hermann Loew 1870. Thereva flavicincta ingår i släktet Thereva och familjen stilettflugor. Inga underarter finns listade i Catalogue of Life.